# Jean-Baptiste Darlan

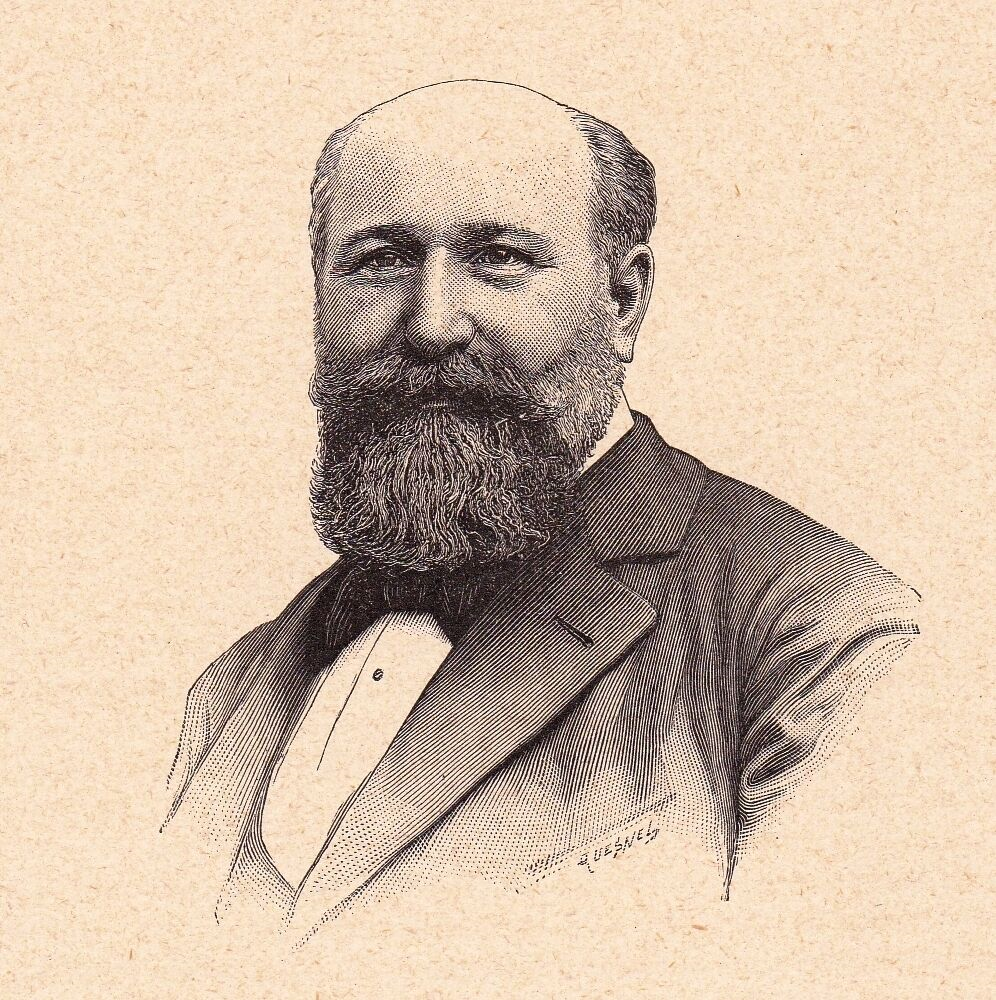
Jean-Baptiste Darlan (1896)

Jean-Baptiste Darlan (* 10. Juni 1848 in Podensac; † 8. Dezember 1912 in Nérac) war ein französischer Politiker und bekleidete das Amt des Justizministers in den Jahren 1896 und 1897.

## Leben
Jean-Baptiste Darlan wurde am 10. Juni 1858 in Podensac, Gironde, als Sohn eines Kapitäns auf großer Fahrt und Schiffseigners geboren. Der Vater war Bürgermeister von Podensac.
Nach dem Besuch der Oberschule in Bordeaux studierte Darlan in Paris und machte dort seinen Abschluss in Rechtswissenschaften. Von 1874 bis 1878 arbeitete er als Notar in Marmande, dann ging er als Anwalt nach Nérac.
Während des Deutsch-Französischen Kriegs von 1870/71 diente er als Unteroffizier in Lot-et-Garonne.
Im Jahr 1877 heiratete Darlan Marie Marguerite Espagnac, Tochter eines Arztes in Nérac, die eine erhebliche Mitgift in die Ehe einbrachte. Aus der Verbindung gingen zwei Kinder hervor. Tochter Hélène heiratete einen Schiffskapitän, während Sohn François Darlan später Admiral in der Marine wurde.
Nach seiner politischen Laufbahn war Jean-Baptiste Darlan ab 1899 in Paris als Wirtschaftsprüfer (percepteur-receveur; comptable public) tätig. Er starb am 8. Dezember 1912 in Nérac, Lot-et-Garonne.

## Politisches Wirken
Im Jahr 1878 trat Darlan der republikanischen Union Progressiste bei und wurde Freimaurer (Meister vom Stuhl) der Loge L'Auguste Amitié in Condom. Er freundete sich mit Armand Fallières und Georges Leygues an.
Im Jahr 1880 wurde er Stadtverordneter in Nérac und übernahm das Amt des Bürgermeisters (1880 bis 1882 und 1888 bis 1896). Von 1886 bis 1898 war er auch Mitglied im Rat des Departments Lot-et-Garonne.
Von 1889 bis 1898 saß er für Lot-et-Garonne in der Nationalversammlung.
In der Regierung von Jules Méline diente er vom 29. April 1896 bis 2. Dezember 1897 als Justizminister (ab Ende September 1896 mit zusätzlicher Zuständigkeit für Kirche und Religion). Darlan trat zurück, nachdem im Senat im Rahmen der Dreyfus-Affäre Vorwürfe gegen ihn erhoben wurden. (Darlan hatte sich gegen ein Wiederaufnahmeverfahren des Prozesses von 1894 gewandt.) Ende November 1897 wurde er ferner des Amtsmissbrauchs bezichtigt, wobei es um die Berufung zweier Richter ging.
In der Parlamentswahl vom Mai 1898 verlor er seinen Sitz in der Nationalversammlung.